# Parafia św. Maksymiliana Kolbego w Szczecynie
Parafia świętego Maksymiliana Kolbego w Szczecynie – parafia rzymskokatolicka znajdująca się w diecezji sandomierskiej, w dekanacie Zaklików.